# Gnudi
Pour l’article homonyme, voir Piero Gnudi.
Les gnudi sont un plat traditionnel italien originaire des provinces de Grosseto et de Sienne, en Toscane,. Le plat se compose de petites boules de ricotta, de parmesan, de semoule et d'épinards. Ces petites boules, après avoir été assaisonnées de beurre et de sauge ou de sauce à la viande, sont finalement saupoudrées de Pecorino toscan,. Le terme par lequel on les désigne est un lemme du dialecte toscan qui signifie « nu » et souligne la « nudité » des gnudi par rapport aux raviolis, qui sont au contraire recouverts d'une couche de pâte extérieure,.